# لالو فرنانديز
لالو فرنانديز (بالإسبانية: Lalo Fernández)‏ هو لاعب كرة قدم مكسيكي في مركز حراسة المرمى، ولد في 16 ديسمبر 1992 في غوادالاخارا في المكسيك. لعب مع تيغريس أونال وريال سالت ليك وريال موناركس.

## وصلات خارجية
- لالو فرنانديز على موقع الدوري الأمريكي (الإنجليزية)
- لالو فرنانديز على موقع قاعدة بيانات كرة القدم.إي يو (الإنجليزية)
- لالو فرنانديز على موقع Soccerway.com (الإنجليزية)
- لالو فرنانديز على موقع عالم كرة القدم.نت (الإنجليزية)
- لالو فرنانديز على موقع AS.com (الإسبانية)